# Mauricio Wiesenthal

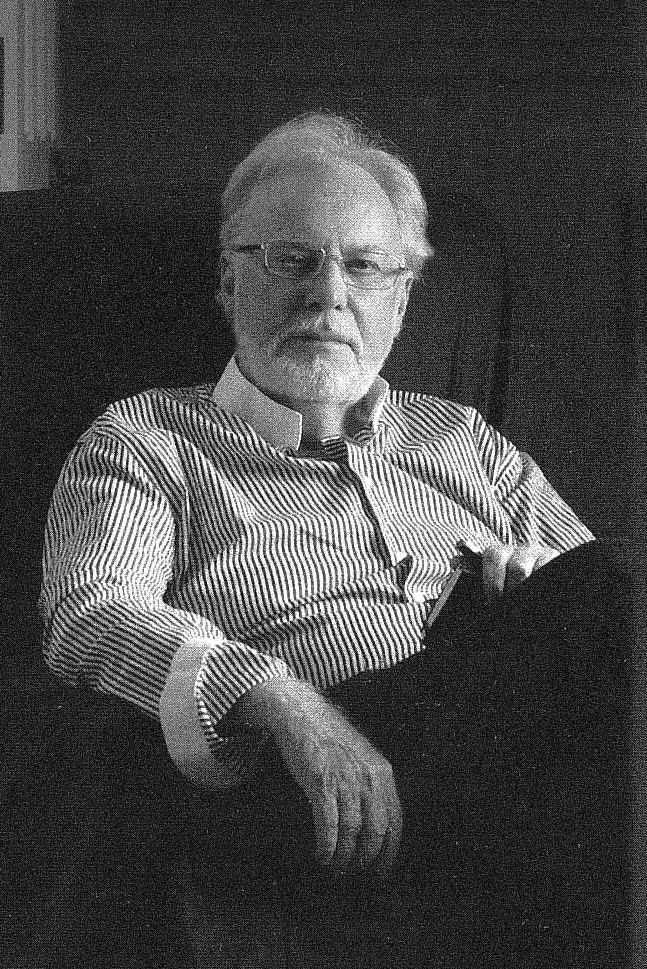
Mauricio Wiesenthal en 2008

Mauricio Wiesenthal (Barcelona, 1943) es un escritor español de origen alemán (con ascendencia de Hamburgo), ensayista, novelista, biógrafo y poeta; es además autor de varias obras sobre temas enológicos.

## Biografía
Ha sido Profesor de Historia de la Cultura en la Escuela Superior de Comercio de Cádiz, profesor del Centro Cultural del Vino de Barcelona y conferenciante invitado en distintas universidades (Universidad Internacional Menéndez Pelayo, Universidad de Deusto, Universidad Complutense de Madrid, Universidad de Barcelona, Universidad Francisco de Vitoria de Madrid, Universidad de Granada, Universidad Anáhuac de México) e instituciones internacionales (Instituto Cervantes de París, Colegio de España en París). Ha colaborado en varias obras enciclopédicas (Diccionario Universal Salvat, Enciclopedia Danae, Enciclopedia Universitas) y dirigido algunas de ellas (Diccionario Enciclopédico Hachette; Viajar por Europa, Multilibros 1990; Enciclopedia del Vino Orbis y Enciclopedia Hachette-Salvat del Vino). Ha escrito también numerosos libros sobre las culturas precolombinas de América (Yucatán y la civilización maya, Los dioses de Teotihuacán). Igualmente, es autor de medio centenar de guías y libros de viajes (publicados en inglés, francés, italiano y alemán) y de algunas obras de divulgación médica.

## Premios
Mauricio Wiesenthal fue galardonado en 1992, con la Copa de Oro de los Enólogos de Cataluña. Recibió en 2013 el Premio Estado Crítico al mejor ensayo (Siguiendo mi camino), en el que se destacaba «el modo de escribir del autor, desde la sensibilidad y el desenfado, tan inusuales en el género, evitando la pedantería y la gélida erudición. Su estilo personalísimo y sus abundantes referencias autobiográficas, no exentas de legítima fantasía, permiten que lo que empieza pareciendo un cancionero íntimo acabe revelándose como una asombrosa mirada sobre la vida y la belleza».
En 2015 se le otorgó la Medalla de Oro al Mérito en las Bellas Artes de España. Y en febrero de 2016 le concedieron el I Premio Revista de Occidente-Ámbito Cultural, destinado a «reconocer la obra de una personalidad relevante de la cultura española e internacional».

## Ensayos
- Desde la Historia, Jerez Industrial, 1965 (ensayo, historia).
- Perú, Geocolor, 1976, Grijalbo 1977 (viajes).
- Yucatán y la civilización maya, Geocolor, 1978 (ensayo, viajes).
- The Belle Époque of the Orient-Express, Geocolor, 1979 (viajes).
- Los dioses de Teotihuacán, Geocolor, 1979 (ensayo, viajes).
- Historia de la Fotografía, Salvat, 1979 (historia).
- Spain Today, Geocolor 1979, (ensayo).
- Tesoros de la pintura española, Geocolor, 1979 (arte).
- Italia, Ediciones Castell, 1981 (ensayo, viajes).
- Alemania, Ediciones Castell, 1981 (ensayo, viajes).
- Suiza, Ediciones Castell, 1982 (ensayo, viajes).
- Imagen de España, Salvat, 1984 (ensayo).
- Suñer, Editorial Ausa, 1984 (ensayo sobre el pintor Francisco Suñer).
- Extravagancias, delirios, desvaríos, Scientific Communication Management, 2004 (psicología, historia de la Medicina)
- El esnobismo de las golondrinas, Edhasa, 2007 (narración, viajes).
- Siguiendo mi camino, Acantilado, 2013 (biografía, ensayo).
- Marrakech, fantasía en el palmeral, Editorial Trifolium, 2016 (narración).
- La hispanibundia. Retrato español de familia, Acantilado, 2018 (ensayo, historia).
- Orient-Express. El tren de Europa, Acantilado, 2020 (narración, viajes).
- El derecho a disentir, Acantilado, 2021 (ensayo).
- Las reinas del mar. Memorias de una vida aventurera, Acantilado, 2024 (narración, viajes).

## Biografías
- Libro de Réquiems, Edhasa, 2004 (narración, biografías).
- El viejo León, Tolstoi, un retrato literario, Edhasa, 2010 (biografía, ensayo).
- Rainer Maria Rilke, el vidente y lo oculto, Acantilado, 2015 (biografía, ensayo).
- Appassionata (Beethoven, Mozart, Liszt), Edhasa, 2020 (biografías, ensayo).
- Suite romántica (Goethe, Byron, Walter Scott), Edhasa, 2020 (biografías, ensayo).
- Sonata humanista (Nietzsche, Stefan Zweig, Albert Camus), Edhasa 2021 (biografías, ensayo).
- Concierto para libertinos (Balzac, Casanova, D.H. Lawrence, Libertinos en Capri y Taormina), Edhasa 2021 (biografías, ensayo).

## Novelas
- El testamento de Nobel, Ediciones Hymsa, 1985 (novela).
- Luz de Vísperas, Edhasa, 2008 (novela).

## Poesía
- Chandala Sutra, Altafulla, 2004 (poesía).
- Perdido en Poesía, Ediciones de la Isla de Siltolá, 2013 (poesía).

## Enología
- Diccionario del Vino, Salvat, 2001 (enología).
- El Gran Libro del Vino, Salvat, 2002 (viticultura y enología).
- La cata de Vinos, Alba Editorial, 2005 (ensayo).

## Antologías
- Orient-Express, en Viaggi d'autore, Touring Club Italiano, 2002 (Antología de textos de Graham Greene, Agatha Christie, Ian Fleming, Mauricio Wiesenthal y otros).
- Primera Antología de Poesía Española Contemporánea, Ediciones de La Isla de Siltolá 2011.
- El barrio negro de Shalimar (cuento), en "Trentacuentos", Casabierta Editorial, 2008.
- Bohemia y literatura, Renacimiento, 2011.

## Prólogos
- Introducción a La historia de San Michele, de Axel Munthe, La Vanguardia Ediciones, 2011.
- Prefacio a Diarios, de Stefan Zweig, Acantilado, 2021.